# Novoukraiinka, Peatîhatkî
Novoukraiinka (în ucraineană Новоукраїнка) este un sat în comuna Lozuvatka din raionul Peatîhatkî, regiunea Dnipropetrovsk, Ucraina.

## Demografie
Componența lingvistică a localității Novoukraiinka
     Ucraineană (100%)
Conform recensământului din 2001, toată populația localității Novoukraiinka era vorbitoare de ucraineană (100%).